# 动态时序验证
动态时序验证（英語：Dynamic timing verification）是指对专用集成电路的一种验证过程，它被用来检查电路是否能够以足够快的速率在指定的时钟频率下正常。将用于集成电路综合过程的设计文件进行仿真，动态时序验证得以进行。该过程与静态时序分析相对应，后者与动态时序验证有着相似的目标，但是它并不需要对集成电路的实际功能进行仿真。